# SEAT Altea
De SEAT Altea is gebaseerd op het gelijknamige prototype dat in september 2003 onthuld werd op het autosalon van Frankfurt. Het model kwam in februari 2004 op de markt. Net zoals veel SEAT-modellen (behalve Mii, Exeo en Terra) is deze auto vernoemd naar een Spaanse stad: Altea. Het gaat om een hatchback voor vijf personen. Het model is verkrijgbaar met een 1.2,1.4,1.6,1.8TFSI of een 2.0 benzinemotor en als dieselmotoren is er een 1.9 TDI en een 2.0 TDI. Er zijn zes uitvoeringen: Basis, Reference, Stylance, Business Line, FR en Sport-up. De uitvoeringen Sport en Sportrider verdwenen in 2005. De 1.6i en 1.9 TDI hebben vijf versnellingen, de 2.0 FSI en 2.0 TDI hebben zes versnellingen.
De lancering van de Altea ging gepaard met de introductie van hun 'Dynamic Line'. Deze lijn, die over de lengte van het voertuig naar beneden gaat, is nu ook terug te vinden op andere modellen van het merk. Na de première op de Altea, kregen achtereenvolgens de Toledo, de León en de Altea XL dit design. De Ibiza, de Córdoba en de Alhambra stellen het nog zonder dit bijzondere kenmerk.

## SEAT Altea XL Stationwagon
Dit model is gebaseerd op de SEAT Altea, maar is 18,7 cm langer. Het model kwam in november 2006 op de markt. Het gaat om een stationwagen voor vijf personen. Het model is verkrijgbaar met een 1.2, 1.4, 1.6, 1.8 of een 2.0 benzinemotor en als dieselmotoren zijn er een 1.9 TDI en een 2.0 TDI. Er zijn vijf uitvoeringen: Basis, Reference, Stylance, Business Line en Sport-up. Alle modellen hebben een in de lengterichting verschuifbare achterbank, waardoor de bagageruimte varieert van 532 tot 635 liter.

## Motoren

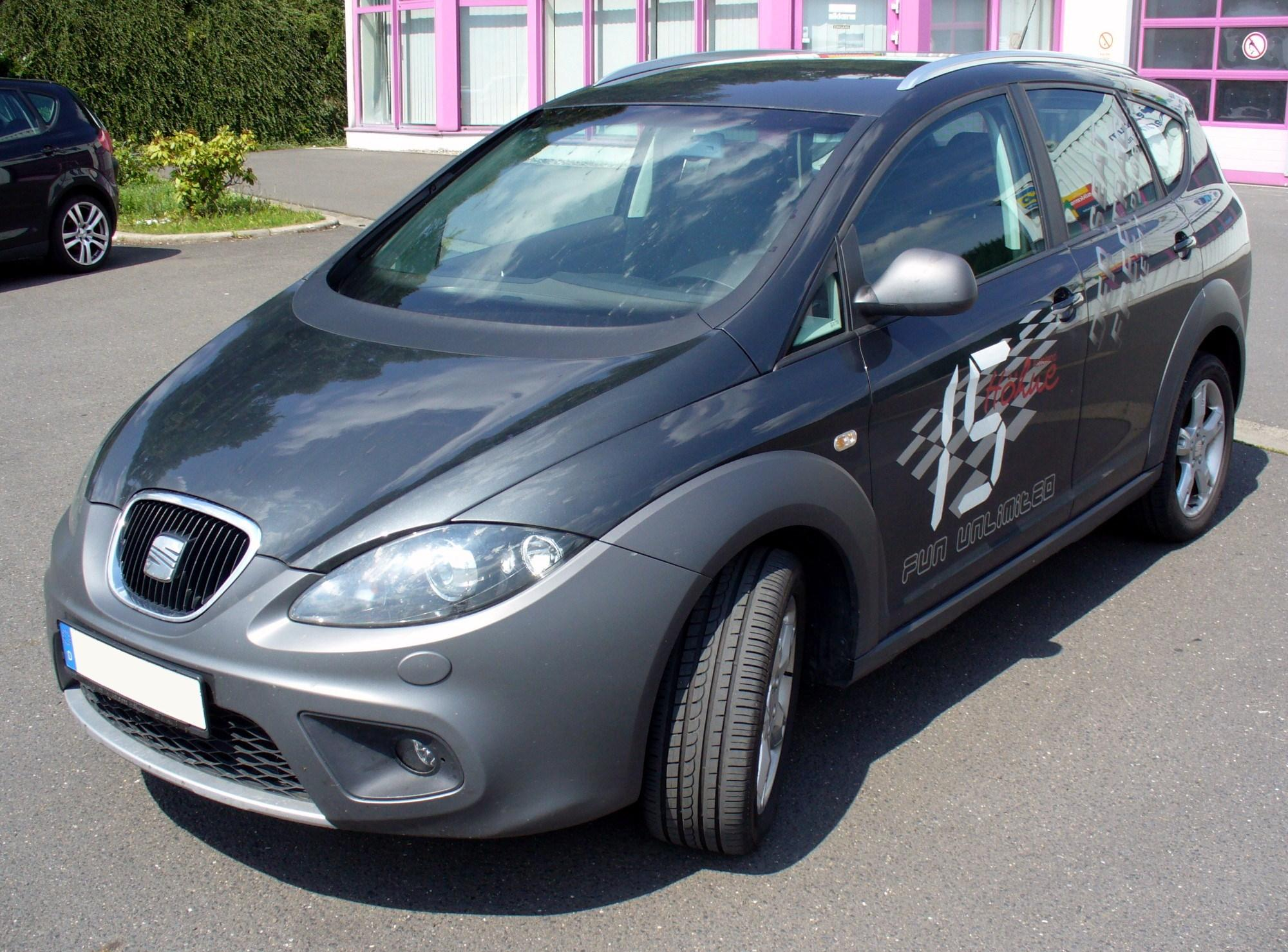
SEAT Altea Freetrack

Benzine
| Type     | Motor     | Motor     | Motor   | Vermogen | Koppel | Jaartal     |
| Type     | Inhoud    | Cilinders | Kleppen | Vermogen | Koppel | Jaartal     |
| -------- | --------- | --------- | ------- | -------- | ------ | ----------- |
| 1.4      | 1.390 cm³ | 4-in-lijn | 16V     | 85 pk    | 130 Nm | 2006 - 2012 |
| 1.6      | 1.595 cm³ | 4-in-lijn | 8V      | 102 pk   | 148 Nm | 2004 - 2009 |
| 1.2 TSI  | 1.197 cm³ | 4-in-lijn | 8V      | 105 pk   | 175 Nm | 2010 - 2015 |
| 1.4 TFSI | 1.390 cm³ | 4-in-lijn | 16V     | 125 pk   | 200 Nm | 2007 - 2012 |
| 2.0 FSI  | 1.984 cm³ | 4-in-lijn | 16V     | 150 pk   | 200 Nm | 2004 - 2009 |
| 1.8 TFSI | 1.798 cm³ | 4-in-lijn | 16V     | 160 pk   | 250 Nm | 2007 - 2013 |
| 2.0 TFSI | 1.984 cm³ | 4-in-lijn | 16V     | 200 pk   | 280 Nm | 2006 - 2009 |
| 2.0 TSI  | 1.984 cm³ | 4-in-lijn | 16V     | 211 pk   | 280 Nm | 2009 - 2013 |

Diesel
| Type        | Motor     | Motor     | Motor   | Vermogen | Koppel | Jaartal     |
| Type        | Inhoud    | Cilinders | Kleppen | Vermogen | Koppel | Jaartal     |
| ----------- | --------- | --------- | ------- | -------- | ------ | ----------- |
| 1.9 TDI     | 1.896 cm³ | 4-in-lijn | 8V      | 105 pk   | 250 Nm | 2004 - 2009 |
| 1.6 TDI     | 1.598 cm³ | 4-in-lijn | 16V     | 105 pk   | 250 Nm | 2009 - 2015 |
| 2.0 TDI     | 1.968 cm³ | 4-in-lijn | 16V     | 136 pk   | 320 Nm | 2004 - 2009 |
| 2.0 TDI     | 1.968 cm³ | 4-in-lijn | 16V     | 140 pk   | 320 Nm | 2004 - 2009 |
| 2.0 TDI DPF | 1.968 cm³ | 4-in-lijn | 8V      | 140 pk   | 320 Nm | 2006 - 2014 |
| 2.0 TDI DPF | 1.968 cm³ | 4-in-lijn | 16V     | 170 pk   | 350 Nm | 2006 - 2013 |

## Verkiezing
- De SEAT Altea XL werd in België verkozen tot gezinswagen van het jaar 2008.